# Meta Sudans

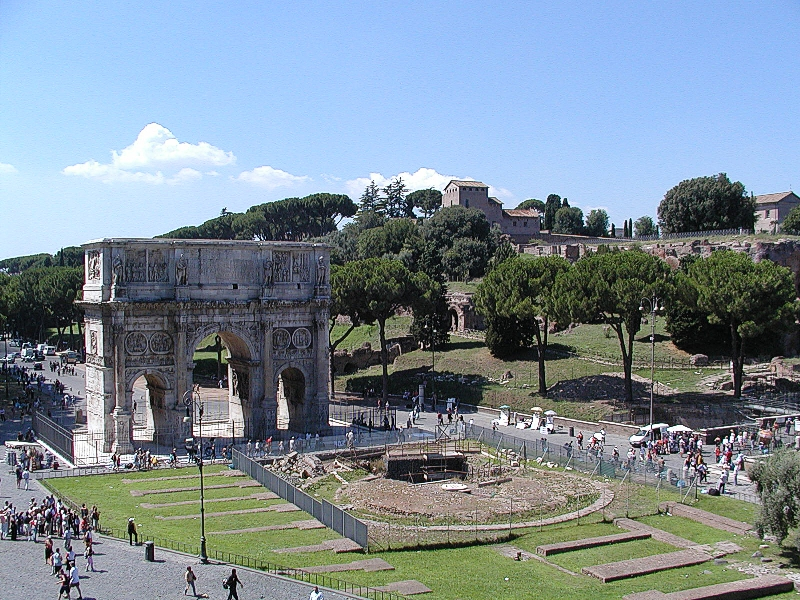
Widok na Łuk Konstantyna, z widocznymi na pierwszym planie fundamentami fontanny

Meta Sudans – nieistniejąca obecnie monumentalna starożytna fontanna, znajdująca się obok rzymskiego Koloseum.
Fontanna została wzniesiona za panowania Flawiuszów pod koniec I wieku, na terenach należących wcześniej do wzniesionego przez Nerona Domus Aurea. Usytuowana była obok Koloseum, na parceli między Kolosem Nerona i miejscem, gdzie później wzniesiono Łuk Konstantyna. Miała kształt stożka, umieszczonego na wysokiej cylindrycznej podstawie; całość miała przypuszczalnie około 17 m wysokości. Otaczał ją owalny basen o średnicy 16 m i głębokości 1,4 m.
Po upadku imperium rzymskiego nieużytkowana fontanna stopniowo niszczała w ciągu wieków. Na początku XX wieku pozostał z niej wyłącznie betonowy fragment cylindrycznego trzonu o wysokości 9 metrów. Zniszczono go w 1936 roku podczas budowy via dell’Impero. Podczas przeprowadzonych w latach 1981-1983 i 1986-1989 prac archeologicznych odsłonięte zostały widocznie dzisiaj fundamenty fontanny.